# Bermejo megye (Chaco)
Bermejo egy megye Argentínában, Chaco tartományban. A megye székhelye La Leonesa.

## Települések
A megye a következő nagyobb településekből (Localidades) áll:
- General Vedia
- Isla del Cerrito
- La Leonesa
- Las Palmas
- Puerto Bermejo
- Puerto Eva Perón

Kisebb települései (Parajes):